# 酒井万喜夫
酒井 万喜夫（さかい まきお、1953年4月25日 - ）は、日本の技術者、実業家。日本特殊塗料代表取締役社長兼最高執行責任者を経て、同社取締役副会長。

## 人物・経歴
福井県出身。1978年福井大学大学院工学研究科工業化学専攻修士課程修了、日本特殊塗料入社。1997年自動車製品事業本部技術部長。1998年社自動車製品事業本部副本部長。2000年自動車製品事業本部副本部長兼愛知工場長。
2003年日本特殊塗料取締役開発センター長に昇格。2006年取締役開発本部長兼塗料事業本部副本部長。2008年取締役自動車製品事業本部長。2009年常務取締役兼ニットクシーケー代表取締役社長。
2013年から日本特殊塗料代表取締役社長兼最高執行責任者（COO）兼タカヒロ代表取締役社長を務め、原材料費の高騰や、アメリカ合衆国でのスポーツ・ユーティリティ・ビークル人気等から、業績予想の引き下げを行うなどした。2019年日本特殊塗料取締役副会長に就任。